# Malin Tillberg
Malin Elisif Blomma Tillberg, född 14 augusti 1916 på Lidingö, död 24 augusti 1999 i Stockholm, var en svensk målare och tecknare.
Hon var dotter till häradshövdingen Knut Henning Robert Tillberg och Karin Kristina Ideström. Tillberg bedrev sporadiska studier vid Skölds och Barths målarskolor i Stockholm 1942–1952 hon fortsatte därefter sina studier vid Gerlesborgsskolan i Bohuslän. Separat ställde hon ut på bland annat Lilla galleriet och Galleri Prisma i Stockholm. Hon medverkade i Nationalmuseums utställning Unga tecknare 1950 och i Sveriges allmänna konstförenings salonger i Stockholm samt Konstfrämjandets utställning i Örebro 1953. Hon var representerad i Riksförbundet för bildande konsts vandringsutställning Verklighetsskildrare 1964 och i en utställning på Billströmska folkhögskolan på Tjörn. Hennes konst består av figurkompositioner, stilleben, porträtt och landskapsskildringar från Danmark, Spanien, Frankrike och Gotland. Tillberg är representerad vid Västerås konstmuseum.